# Prawdziwa miłość
Prawdziwa miłość – wydany w 1992 nakładem wytwórni Polton pierwszy album zespołu Atrakcyjny Kazimierz i Cyganie.
Produkcja nagrań – Grzegorz Ciechowski. Aranżacja – Grzegorz Ciechowski z pomocą Atrakcyjnego Kazimierza i Jacka Rodziewicza. Kierownictwo produkcji – Jerzy Tolak. Słowa – Rafał Bryndal. Muzyka – Atrakcyjny Kazimierz (z wyjątkiem „Mieszkam w Berlinie” – Krzysztof Kwiatkowski). Z albumu pochodzi największy przebój zespołu „Jako mąż i nie mąż”.

## Lista utworów
źródło
1. „Wydaje mi się, że grzeszę” – 5:25
2. „Jako mąż i nie mąż” – 4:18
3. „Otyłość” – 3:45
4. „Stanisław Gołąb” – 3:40
5. „Mieszkam w Berlinie” – 5:10
6. „Magia radia” – 4:48
7. „Gwałcą” – 4:46
8. „Dziewczyna, którą kochałem (Heja, heja, heja)” – 4:04
9. „Prawdziwa miłość więc kochaj, kochaj, kochaj” – 3:15
10. „Jest mi źle” – 4:18
11. „Moja dusza pokręcona (Piosenka aktorska)” – 3:08

## Twórcy
źródło
- Jacek Bryndal – gitara akustyczna, śpiew
- Jacek Rodziewicz – saksofon barytonowy, organy
- Andrzej Gulczyński – kontrabas

Gościnnie
- Wojciech Waglewski – gitara, gitara akustyczna
- Wojciech Karolak – organy Hammonda
- Kayah – śpiew
- Grzegorz Ciechowski – instrumenty klawiszowe, flet, śpiew
- Hakan Kursun – śpiew, darabuka, gitara
- José Torres – perkusja, instrumenty perkusyjne